# Делано (Пенсільванія)
Делано (англ. Delano) — переписна місцевість (CDP) в США, в окрузі Скайлкілл штату Пенсільванія. Населення — 288 осіб (2020).

## Географія
Делано розташоване за координатами 40°50′33″ пн. ш. 76°4′44″ зх. д. / 40.84250° пн. ш. 76.07889° зх. д. (40.842422, -76.079024).  За даними Бюро перепису населення США в 2010 році переписна місцевість мала площу 1,64 км², з яких 1,63 км² — суходіл та 0,01 км² — водойми.

## Демографія
Згідно з переписом 2010 року, у переписній місцевості мешкали 342 особи в 155 домогосподарствах у складі 96 родин. Густота населення становила 208 осіб/км².  Було 170 помешкань (104/км²).
Расовий склад населення:
| - 99,4 % — білих - 0,3 % — азіатів |

До двох чи більше рас належало 0,0 %. Частка іспаномовних становила 0,6 % від усіх жителів.
За віковим діапазоном населення розподілялося таким чином: 18,1 % — особи молодші 18 років, 64,9 % — особи у віці 18—64 років, 17,0 % — особи у віці 65 років та старші. Медіана віку мешканця становила 46,4 року. На 100 осіб жіночої статі у переписній місцевості припадало 116,5 чоловіків;  на 100 жінок у віці від 18 років та старших — 109,0 чоловіків також старших 18 років.
Середній дохід на одне домашнє господарство  становив 59 905 доларів США (медіана — 46 375), а середній дохід на одну сім'ю — 70 803 долари (медіана — 52 344). За межею бідності перебувало 2,4 % осіб, у тому числі 0,0 % дітей у віці до 18 років та 0,0 % осіб у віці 65 років та старших.
Цивільне працевлаштоване населення становило 170 осіб. Основні галузі зайнятості: виробництво — 33,5 %, освіта, охорона здоров'я та соціальна допомога — 28,2 %, сільське господарство, лісництво, риболовля — 7,1 %, роздрібна торгівля — 6,5 %.